# Jeremih
Jeremy Felton, alias Jeremih, (Chicago, Illinois, 17 juli 1987) is een Amerikaans zanger, tekstschrijver en producer.

## Carrière

### Eerste album:Jeremih
Tijdens zijn schooltijd leerde Felton meerdere instrumenten te spelen, waaronder piano, saxofoon en drums. Felton studeerde ingenieurswetenschappen aan de Universiteit van Illinois, maar na slechts één semester op die school, ging hij studeren aan de Columbia College Chicago. Met een studiegenoot nam Jeremih zijn eerste demo op, genaamd My Ride. Hij bracht deze, samen met zijn tweede opname Birthday Sex naar de lokale radiozender Power 92 in Chicago. De laatste werd een vaak gedraaide plaat in Chicago. Twee maanden later verscheen Birthday Sex als officiële single. Het lied werd nu ook door het hele land een hit en haalde plek 4 op de Amerikaanse hitlijsten. Hierna verscheen zijn debuutalbum Jeremih, met My Ride en Birthday Sex. Het nummer Imma Star (Everywhere We Are) van hetzelfde album werd eveneens een hit in de Verenigde Staten. Mick Schultz is de producer van dit album.

### Tweede album:All About You
Op 1 juni 2010 werd het eerste nummer van zijn tweede album All About You gelanceerd, genaamd I Like in samenwerking met Ludacris. Down on Me, featuring 50 Cent werd de tweede grote hit van het album en de eerste die in België de hitlijsten haalde. Het album zelf werd uitgebracht op 28 september 2010.

### Derde album:Late Nights
Na geruchten over een nieuw derde album genaamd Thumpy Johnson, dat uitgebracht had moeten worden in december 2011, bracht Jeremih op 7 augustus 2012 de mixtape Late Nights with Jeremih uit, die de single All the Time bevatte met een couplet van Lil Wayne. Op 4 december 2015 kwam uiteindelijk zijn derde album Late Nights: The Album uit. Nummers zoals Don't Tell 'Em met YG,  Planes met J. Cole, Tonight Belongs to U! met Flo Rida, Oui en Royalty met Big Sean en Future werden hits in de Verenigde Staten, Frankrijk, het Verenigd Koninkrijk en Canada. Het nummer Somebody van de Nederlandse zangeres Natalie La Rose, waaraan hij meewerkte, werd echter zijn grootste hit in de Verenigde Staten, zijn tweede hit in België en zijn eerste grote hit in Nederland.
Op 7 februari 2016 maakte Jeremih bekend dat zijn vierde album Later That Night uit zal komen later in 2016 of 2017. Het album kwam echter nooit uit.

## Persoonlijk
Op 14 november 2020 werd bekend dat de zanger in kritieke toestand op de intensive care in een ziekenhuis in Chicago lag ten gevolge van een besmetting met COVID-19. Op 19 november 2020 verbeterde zijn toestand en werd hij verplaatst naar een reguliere afdeling. Op 4 december 2020 werd Jeremih uit het ziekenhuis ontslagen.

## Discografie
| Single met eventuele hitnotering(en) in de Nederlandse Top 40 | Datum van verschijnen | Datum van binnenkomst | Hoogste positie | Aantal weken | Opmerkingen                 |
| ------------------------------------------------------------- | --------------------- | --------------------- | --------------- | ------------ | --------------------------- |
| Don't tell 'em                                                | 2014                  | wk 26                 | Tip2            | 3            | (feat. YG)                  |
| Somebody                                                      | 2015                  | wk 14                 | 12              | 17           | Natalie La Rose ft. Jeremih |
| Cloud 9                                                       | 2020                  | 13-06-2020            | tip29*          |              | met Afrojack & Chico Rose   |

| Single met hitnotering(en) in de Vlaamse Ultratop 50 | Datum van verschijnen | Datum van binnenkomst | Hoogste positie | Aantal weken | Opmerkingen                 |
| ---------------------------------------------------- | --------------------- | --------------------- | --------------- | ------------ | --------------------------- |
| Down on me                                           | 2010                  | 28-09-2010            | 14              | 8            | (feat. 50 Cent)             |
| Don't tell 'em                                       | 2014                  | 06-06-2014            | 13              | 9            | (feat. YG)                  |
| Somebody                                             | 2015                  | 17-04-2015            | 10              | 22           | Natalie La Rose ft. Jeremih |
| The Fix                                              | 2015                  | 04-09-2015            | 46              | 4            | Nelly ft. Jeremih           |

- Bibliothèque nationale de France: cb161450633 (data)
- Gemeinsame Normdatei: 1081742445
- International Standard Name Identifier: 0000 0000 8170 259X
- Library of Congress Control Number: no2009132895
- MusicBrainz: 1c009a08-74d1-4682-bc56-8bfbe9e66b62
- Virtual International Authority File: 101014990
- WorldCat: E39PBJjMwVtpvykjjfkKTBrcyd